# Schermer (ancienne commune)
Schermer est une ancienne commune néerlandaise de la Hollande-Septentrionale, dont faisait partie le polder Schermer, créé entre 1633 et 1635. Elle comprenait quatre grands polders.
La commune a été créée le 1er août 1970 par la fusion des communes de Zuid- en Noord-Schermer, Oterleek et Schermerhorn. Elle a été intégrée à celle d'Alkmaar le 1er janvier 2015.